# 日指ダム
日指ダム（ひさしダム）は、大分県宇佐市安心院町古川と杵築市山香町大字日指に跨る、駅館川水系山蔵川に建設されたダムである。

## 概要
日指ダムは、宇佐平野の農業用水確保を目的とする国営駅館川総合開発事業の一環として、日出生ダムとともに建設されたダムで、1964年（昭和39年）に着工し、1979年（昭和54年）に竣工した。このダムから取水された農業用水は、宇佐平野に古くから発達した井路を通じて農地に供給されている。
ダム湖の周囲には農業体験が可能な敷地総面積約120ha（ダム湖の面積を含む）に及ぶ広大な公園が整備され、2001年（平成13年）4月21日に大分農業文化公園（パークアルカディア）として開園している。この公園の開園に伴い、大分自動車道や大分空港道路と接続する宇佐別府道路の公園隣接地点に大分農業文化公園ICが新設されたため、日指ダムへのアクセスは非常に容易になっている。ダム湖はブラックバス釣りのポイントとしても知られている。

## 交通
- 宇佐別府道路大分農業文化公園ICからすぐ